# Альбурга из Уилтона
Альбурга (англ. Alburga) или Этельбурга (др.-англ. Æthelburh; умерла около 810 года) — принцесса из Уэссекса, позже настоятельница монастыря Уилтонского монастыря около Солсбери. Святая Католической церкви, день памяти — 25 декабря.
Альбурга была дочерью короля Кента Эльмунда и сестрой короля Уэссекса Эгберта. Уже в раннем возрасте проявилось её благочестие. Она вышла замуж за элдормена Вульфстана из Уилтшира, что было элементом политического союза. Ещё до замужества она основала монастырь в Уилтоне. После кончины своего супруга в 802 году Альбурга удалилась в этот монастырь и стала его настоятельницей.